# NGC 6438A
NGC 6438A је прстенаста галаксија у сазвежђу Октант која се налази на NGC листи објеката дубоког неба.
Деклинација објекта је - 85° 24' 22" а ректасцензија 18h 22m 33,0s. Привидна величина (магнитуда) објекта NGC 6438 износи 11,6 а фотографска магнитуда 12,6. NGC 6438A је још познат и под ознакама ESO 10-2, AM 1806-852, IRAS 18061-8525, PGC 61793.